# Liste der Europameister im Wasserspringen
Die Liste der Europameister im Wasserspringen listet alle Medaillengewinner im Wasserspringen bei Schwimmeuropameisterschaften und Europameisterschaften im Wasserspringen auf. Schwimmeuropameisterschaften wurden vom europäischen Dachverband LEN erstmals im Jahr 1926 ausgetragen. Zunächst fanden sie in unterschiedlichen zeitlichen Abständen statt, seit dem Jahr 2000 aber regelmäßig alle zwei Jahre. Seit dem Jahr 2009 finden zusätzlich zweijährlich getrennte Europameisterschaften nur für Wasserspringer statt.
Bei der ersten Europameisterschaft im Jahr 1926 gab es nur Wettbewerbe für Männer, aber seit der zweiten Austragung im Jahr 1927 springen auch Frauen um Medaillen. Zunächst wurden nur Wettbewerbe im Kunstspringen vom 3-m-Brett und im 10-m-Turmspringen ausgetragen, im Jahr 1989 folgte auch das Kunstspringen vom 1-m-Brett und seit 1997 ist auch das 3-m- und 10-m-Synchronspringen Bestandteil der Europameisterschaften. Seit 2010 wird zudem ein Mixed-Teamwettbewerb ausgetragen, der 2017 um 3-m und 10-m Synchronspringen erweitert wurde.
Erfolgreichster Teilnehmer bei den Männern ist Patrick Hausding mit zwölf Titeln sowie elf Silber- und drei Bronzemedaillen. Bei den Frauen ist Tania Cagnotto mit siebzehn Gold-, vier Silber- und vier Bronzemedaillen erfolgreichste Teilnehmerin.

## Wettbewerbe

### Männer

#### 1-m-Brett
| EM             | Gold              | Silber              | Bronze                 |
| -------------- | ----------------- | ------------------- | ---------------------- |
| 1989 Bonn      | Edwin Jongejans   | Waleri Stazenko     | Alexander Gladtschenko |
| 1991 Athen     | Andrej Semenjuk   | Peter Böhler        | Edwin Jongejans        |
| 1993 Sheffield | Peter Böhler      | Joakim Andersson    | Borris Lietzow         |
| 1995 Wien      | Edwin Jongejans   | Joakim Andersson    | Borris Lietzow         |
| 1997 Sevilla   | Andreas Wels      | Holger Schlepps     | Rafael Álvarez         |
| 1999 Istanbul  | José Miguel Gil   | Andreas Wels        | Stefan Ahrens          |
| 2000 Helsinki  | Alexander Mesch   | Dmitri Baibakow     | Joona Puhakka          |
| 2002 Berlin    | Nicola Marconi    | José Miguel Gil     | Christian Löffler      |
| 2004 Madrid    | Joona Puhakka     | Nicola Marconi      | Tobias Schellenberg    |
| 2006 Budapest  | Joona Puhakka     | Alexander Dobroskok | Christopher Sacchin    |
| 2008 Eindhoven | Illja Kwascha     | Joona Puhakka       | Christopher Sacchin    |
| 2009 Turin     | Illja Kwascha     | Christopher Sacchin | Pavlo Rozenberg        |
| 2010 Budapest  | Illja Kwascha     | Patrick Hausding    | Javier Illana          |
| 2011 Turin     | Jewgeni Kusnezow  | Illja Kwascha       | Matthieu Rosset        |
| 2012 Eindhoven | Illja Kwascha     | Jewgeni Kusnezow    | Matthieu Rosset        |
| 2013 Rostock   | Illja Kwascha     | Martin Wolfram      | Oliver Homuth          |
| 2014 Berlin    | Patrick Hausding  | Jewgeni Kusnezow    | Matthieu Rosset        |
| 2015 Rostock   | Matthieu Rosset   | Jewgeni Nowossjolow | Oleh Kolodij           |
| 2016 London    | Illja Kwascha     | Giovanni Tocci      | Constantin Blaha       |
| 2017 Kiew      | Illja Kwascha     | Patrick Hausding    | Matthieu Rosset        |
| 2018 Edinburgh | Jack Laugher      | Giovanni Tocci      | James Heatly           |
| 2019 Kiew      | Patrick Hausding  | Oleh Kolodij        | Lorenzo Marsaglia      |
| 2020 Budapest  | Patrick Hausding  | Jack Laugher        | Giovanni Tocci         |
| 2022 Rom       | Jack Laugher      | Lorenzo Marsaglia   | Giovanni Tocci         |
| 2023 Rzeszów   | Ross Haslam       | Alexis Jandard      | Lorenzo Marsaglia      |
| 2024 Belgrad   | Andrzej Rzeszutek | Matteo Santoro      | Stefano Belotti        |

#### 3-m-Brett
| EM               | Gold                | Silber                 | Bronze                 |
| ---------------- | ------------------- | ---------------------- | ---------------------- |
| 1926 Budapest    | Arthur Mund         | Josef Lechnir          | Július Balasz          |
| 1927 Bologna     | Ewald Riebschläger  | Edmund Lindmark        | Luciano Cozzi          |
| 1931 Paris       | Ewald Riebschläger  | Maurice Lepage         | Willi Neumann          |
| 1934 Magdeburg   | Leo Esser           | Winfried Marauhn       | Franz Leikert          |
| 1938 London      | Erhard Weiß         | Fritz Haster           | Frederick Hodges       |
| 1947 Monte Carlo | Roger Heinkelé      | Svante Johansson       | László Hidvégi         |
| 1950 Wien        | Hans Aderhold       | Guy Hernandez          | Werner Sobek           |
| 1954 Turin       | Roman Brener        | Gennadiy Udalov        | Christian Pire         |
| 1958 Budapest    | László Ujvári       | Horst Rosenfeld        | Roman Brener           |
| 1962 Leipzig     | Kurt Mrkwicka       | Hans-Dieter Pophal     | Boris Poluljach        |
| 1966 Utrecht     | Michail Safonow     | Tord Andersson         | Franco Cagnotto        |
| 1970 Barcelona   | Franco Cagnotto     | Klaus Dibiasi          | Wladimir Wassin        |
| 1974 Wien        | Klaus Dibiasi       | Franco Cagnotto        | Wjatscheslaw Strachow  |
| 1977 Jönköping   | Falk Hoffmann       | Franco Cagnotto        | Aljaksandr Kassjankou  |
| 1981 Split       | Alexander Portnow   | Sergey Kuzmin          | Niki Stajkovic         |
| 1983 Rom         | Petar Georgiew      | Nikolay Droshin        | Chris Snode            |
| 1985 Sofia       | Nikolay Droshin     | Petar Georgiew         | Dieter Dörr            |
| 1987 Straßburg   | Albin Killat        | Niki Stajkovic         | Alexander Gladtschenko |
| 1989 Bonn        | Albin Killat        | Alexander Gladtschenko | Jan Hempel             |
| 1991 Athen       | Albin Killat        | Joakim Andersson       | Davide Lorenzini       |
| 1993 Sheffield   | Jan Hempel          | Dmitri Sautin          | Joakim Andersson       |
| 1995 Wien        | Dmitri Sautin       | Jan Hempel             | Roman Wolodkow         |
| 1997 Sevilla     | Dmitri Sautin       | Andreas Wels           | Stefan Ahrens          |
| 1999 Istanbul    | Tony Ally           | Imre Lengyel           | Jukka Piekkanen        |
| 2000 Helsinki    | Dmitri Sautin       | Stefan Ahrens          | Alexander Dobroskok    |
| 2002 Berlin      | Dmitri Sautin       | Andreas Wels           | Wassili Lissowski      |
| 2004 Madrid      | Andreas Wels        | Joona Puhakka          | Wassili Lissowski      |
| 2006 Budapest    | Dmitri Sautin       | Alexander Dobroskok    | Joona Puhakka          |
| 2008 Eindhoven   | Dmitri Sautin       | Illja Kwascha          | Joona Puhakka          |
| 2009 Turin       | Alexander Dobroskok | Illja Kwascha          | Michele Benedetti      |
| 2010 Budapest    | Patrick Hausding    | Ilja Sacharow          | Jewgeni Kusnezow       |
| 2011 Turin       | Patrick Hausding    | Ilja Sacharow          | Jewgeni Kusnezow       |
| 2012 Eindhoven   | Matthieu Rosset     | Patrick Hausding       | Ilja Sacharow          |
| 2013 Rostock     | Ilja Sacharow       | Jewgeni Kusnezow       | Patrick Hausding       |
| 2014 Berlin      | Patrick Hausding    | Ilja Sacharow          | Illja Kwascha          |
| 2015 Rostock     | Matthieu Rosset     | Jewgeni Kusnezow       | Ilja Sacharow          |
| 2016 London      | Jewgeni Kusnezow    | Jack Laugher           | Illja Kwascha          |
| 2017 Kiew        | Ilja Sacharow       | Illja Kwascha          | Oleh Kolodij           |
| 2018 Edinburgh   | Jack Laugher        | Ilja Sacharow          | Jewgeni Kusnezow       |
| 2019 Kiew        | Jewgeni Kusnezow    | Patrick Hausding       | James Heatly           |
| 2020 Budapest    | Jewgeni Kusnezow    | Nikita Schleicher      | Martin Wolfram         |
| 2022 Rom         | Lorenzo Marsaglia   | Jordan Houlden         | Giovanni Tocci         |
| 2023 Rzeszów     | Moritz Wesemann     | Jules Bouyer           | Alexis Jandard         |
| 2024 Belgrad     | Gwendal Bisch       | Matteo Santoro         | Matthew Dixon          |

#### 10-m-Turm
| EM               | Gold                 | Silber                               | Bronze               |
| ---------------- | -------------------- | ------------------------------------ | -------------------- |
| 1926 Budapest    | Hans Luber           | Helge Öberg                          | Albert Knight        |
| 1927 Bologna     | Hans Luber           | Ewald Riebschläger                   | Ezio Selva           |
| 1931 Paris       | Josef Staudinger     | Willi Neumann                        | Ewald Riebschläger   |
| 1934 Magdeburg   | Hermann Stork        | Franz Leikert                        | Ewald Riebschläger   |
| 1938 London      | Erhard Weiß          | Hans Kitzig                          | László Hidvégi       |
| 1947 Monte Carlo | Thomas Christiansen  | Lennart Brunnhage                    | Louise Marchant      |
| 1950 Wien        | Günter Haase         | Werner Sobek                         | Thomas Christiansen  |
| 1954 Turin       | Roman Brener         | Michail Tschatschba                  | Peter Heatly         |
| 1958 Budapest    | Brian Phelps         | Michail Tschatschba                  | Jeno Marton          |
| 1962 Leipzig     | Brian Phelps         | Rolf Sperling                        | Gennadi Galkin       |
| 1966 Utrecht     | Klaus Dibiasi        | Brian Phelps                         | Jerzy Kowalewski     |
| 1970 Barcelona   | Lothar Matthes       | Klaus Dibiasi                        | Giorgio Cagnotto     |
| 1974 Wien        | Klaus Dibiasi        | Falk Hoffmann                        | Alexander Gendrikson |
| 1977 Jönköping   | Uladsimir Alejnik    | Dawit Hambarzumjan                   | Falk Hoffmann        |
| 1981 Split       | Dawit Hambarzumjan   | Uladsimir Alejnik                    | Dieter Waskow        |
| 1983 Rom         | Dawit Hambarzumjan   | Wjatscheslaw WladimirowitschTroschin | Steffen Haage        |
| 1985 Sofia       | Thomas Knuths        | Albin Killat                         | Domenico Rinaldi     |
| 1987 Straßburg   | Giorgi Tschogowadse  | Jan Hempel                           | Arsen Dzhavadian     |
| 1989 Bonn        | Giorgi Tschogowadse  | Jan Hempel                           | Wladimir Timoschinin |
| 1991 Athen       | Wladimir Timoschinin | Dmitri Sautin                        | Bob Morgan           |
| 1993 Sheffield   | Dmitri Sautin        | Bob Morgan                           | Jan Hempel           |
| 1995 Wien        | Wladimir Timoschinin | Jan Hempel                           | Dmitri Sautin        |
| 1997 Sevilla     | Jan Hempel           | Yaroslav Makogin                     | Heiko Meyer          |
| 1999 Istanbul    | Dmitri Sautin        | Heiko Meyer                          | Roman Wolodkow       |
| 2000 Helsinki    | Dmitri Sautin        | Heiko Meyer                          | Igor Lukaschin       |
| 2002 Berlin      | Heiko Meyer          | Imre Lengyel                         | Alexander Warlamow   |
| 2004 Madrid      | Anton Sacharow       | Heiko Meyer                          | Roman Wolodkow       |
| 2006 Budapest    | Gleb Galperin        | Heiko Meyer                          | Kostjantyn Miljajew  |
| 2008 Eindhoven   | Tom Daley            | Sascha Klein                         | Francesco Dell’Uomo  |
| 2009 Turin       | Alexei Krawtschenko  | Dmitri Dobroskok                     | Patrick Hausding     |
| 2010 Budapest    | Sascha Klein         | Patrick Hausding                     | Wadsim Kaptur        |
| 2011 Turin       | Sascha Klein         | Patrick Hausding                     | Olexandr Bondar      |
| 2012 Eindhoven   | Tom Daley            | Wiktor Minibajew                     | Gleb Galperin        |
| 2013 Rostock     | Olexandr Bondar      | Patrick Hausding                     | Wiktor Minibajew     |
| 2014 Berlin      | Wiktor Minibajew     | Tom Daley                            | Sascha Klein         |
| 2015 Rostock     | Martin Wolfram       | Wiktor Minibajew                     | Wadsim Kaptur        |
| 2016 London      | Tom Daley            | Wiktor Minibajew                     | Nikita Schleicher    |
| 2017 Kiew        | Benjamin Auffret     | Wiktor Minibajew                     | Matty Lee            |
| 2018 Edinburgh   | Alexander Bondar     | Nikita Schleicher                    | Benjamin Auffret     |
| 2019 Kiew        | Oleksij Sereda       | Benjamin Auffret                     | Ruslan Ternowoi      |
| 2020 Budapest    | Alexander Bondar     | Tom Daley                            | Wiktor Minibajew     |
| 2022 Rom         | Oleksij Sereda       | Noah Williams                        | Ben Cutmore          |
| 2023 Rzeszów     | Timo Barthel         | Robbie Lee                           | Riccardo Giovannini  |
| 2024 Belgrad     | Robbie Lee           | Carlos Camacho                       | Ben Cutmore          |

#### Synchron 3-m-Brett
| EM             | Gold                               | Silber                                | Bronze                                |
| -------------- | ---------------------------------- | ------------------------------------- | ------------------------------------- |
| 1997 Sevilla   | Holger Schlepps Alexander Mesch    | José Luis Hidalgo Rubén Santos        | Donald Miranda Nicola Marconi         |
| 1999 Istanbul  | Donald Miranda Nicola Marconi      | Holger Schlepps Alexander Mesch       | Tony Ally Mark Shipman                |
| 2000 Helsinki  | Tobias Schellenberg Andreas Wels   | Alexander Dobroskok Dmitri Sautin     | Rafael Álvarez José Miguel Gil        |
| 2002 Berlin    | Dmitri Baibakow Dmitri Sautin      | Tobias Schellenberg Andreas Wels      | Nicola Marconi Tommaso Marconi        |
| 2004 Madrid    | Nicola Marconi Tommaso Marconi     | Sergey Anikin Wassili Lissowski       | Dmytro Lysenko Jurij Schljachow       |
| 2006 Budapest  | Tobias Schellenberg Andreas Wels   | Juri Kunakow Dmitri Sautin            | Nicola Marconi Tommaso Marconi        |
| 2008 Eindhoven | Juri Kunakow Dmitri Sautin         | Tobias Schellenberg Andreas Wels      | Dmytro Lysenko Anton Sacharow         |
| 2009 Turin     | Illja Kwascha Oleksij Pryhorow     | Gleb Galperin Ilja Sacharow           | Nicola Marconi Tommaso Marconi        |
| 2010 Budapest  | Illja Kwascha Oleksij Pryhorow     | Stephan Feck Patrick Hausding         | Dmitri Sautin Juri Kunakow            |
| 2011 Turin     | Jewgeni Kusnezow Ilja Sacharow     | Stephan Feck Patrick Hausding         | Matthieu Rosset Damien Cély           |
| 2012 Eindhoven | Jewgeni Kusnezow Ilja Sacharow     | Stephan Feck Patrick Hausding         | Illja Kwascha Oleksij Pryhorow        |
| 2013 Rostock   | Jewgeni Kusnezow Ilja Sacharow     | Stephan Feck Patrick Hausding         | Oleksandr Horschkowosow Oleh Kolodij  |
| 2014 Berlin    | Jewgeni Kusnezow Ilja Sacharow     | Stephan Feck Patrick Hausding         | Oleksandr Horschkowosow Illja Kwascha |
| 2015 Rostock   | Ilja Sacharow Jewgeni Kusnezow     | Illja Kwascha Oleksandr Horschkowosow | Patrick Hausding Stephan Feck         |
| 2016 London    | Jack Laugher Christopher Mears     | Ilja Sacharow Jewgeni Kusnezow        | Oleksandr Horschkowosow Illja Kwascha |
| 2017 Kiew      | Ilja Sacharow Jewgeni Kusnezow     | Illja Kwascha Oleh Kolodij            | Freddie Woodward James Heatly         |
| 2018 Edinburgh | Jewgeni Kusnezow Ilja Sacharow     | Jack Laugher Christopher Mears        | Patrick Hausding Lars Rüdiger         |
| 2019 Kiew      | Jewgeni Kusnezow Nikita Schleicher | Patrick Hausding Lars Rüdiger         | Anthony Harding Jordan Houlden        |
| 2020 Budapest  | Patrick Hausding Lars Rüdiger      | Jewgeni Kusnezow Nikita Schleicher    | Oleksandr Horschkowosow Oleh Kolodij  |
| 2022 Rom       | Anthony Harding Jack Laugher       | Lorenzo Marsaglia Giovanni Tocci      | Oleksandr Horschkowosow Oleh Kolodij  |
| 2023 Rzeszów   | Oleh Kolodij Danylo Konowalow      | Lorenzo Marsaglia Giovanni Tocci      | Jules Bouyer Alexis Jandard           |
| 2024 Belgrad   | Jules Bouyer Alexis Jandard        | Juan Cortés Nicolás García            | Kacper Lesiak Andrzej Rzeszutek       |

#### Synchron 10-m-Turm
| EM             | Gold                                  | Silber                                     | Bronze                                     |
| -------------- | ------------------------------------- | ------------------------------------------ | ------------------------------------------ |
| 1997 Sevilla   | Jan Hempel Michael Kühne              | Igor Lukaschin Alexander Warlamow          | Frédéric Pierre Gilles Emptoz-Lacote       |
| 1999 Istanbul  | Jan Hempel Heiko Meyer                | Igor Lukaschin Wladimir Timoschinin        | Leon Taylor Peter Waterfield               |
| 2000 Helsinki  | Igor Lukaschin Dmitri Sautin          | Oleksandr Skrypnyk Roman Wolodkow          | Leon Taylor Peter Waterfield               |
| 2002 Berlin    | Roman Wolodkow Anton Sacharow         | Imre Lengyel András Hajnal                 | Alexander Warlamow Andrei Mamontov         |
| 2004 Madrid    | Roman Wolodkow Anton Sacharow         | Tony Adam Heiko Meyer                      | Oleg Wikulow Konstantin Chanbekow          |
| 2006 Budapest  | Dmitri Dobroskok Gleb Galperin        | Sascha Klein Heiko Meyer                   | Michele Benedetti Francesco Dell’Uomo      |
| 2008 Eindhoven | Patrick Hausding Sascha Klein         | Wadsim Kaptur Alexander Warlamow           | Konstantin Chanbekow Oleg Wikulow          |
| 2009 Turin     | Patrick Hausding Sascha Klein         | Alexei Krawtschenko Oleg Wikulow           | Oleksandr Horschkowosow Olexandr Bondar    |
| 2010 Budapest  | Patrick Hausding Sascha Klein         | Wiktor Minibajew Ilja Sacharow             | Wadsim Kaptur Timofei Hordejtschik         |
| 2011 Turin     | Patrick Hausding Sascha Klein         | Oleksandr Horschkowosow Olexandr Bondar    | Wiktor Minibajew Ilja Sacharow             |
| 2012 Eindhoven | Patrick Hausding Sascha Klein         | Wiktor Minibajew Ilja Sacharow             | Oleksandr Horschkowosow Olexandr Bondar    |
| 2013 Rostock   | Patrick Hausding Sascha Klein         | Wiktor Minibajew Artjom Tschessakow        | Oleksandr Horschkowosow Dmytro Meschenskyj |
| 2014 Berlin    | Patrick Hausding Sascha Klein         | Wadsim Kaptur Jauhen Karaljou              | Oleksandr Horschkowosow Olexandr Bondar    |
| 2015 Rostock   | Patrick Hausding Sascha Klein         | Roman Ismailow Wiktor Minibajew            | Maksym Dolhow Oleksandr Horschkowosow      |
| 2016 London    | Patrick Hausding Sascha Klein         | Tom Daley Daniel Goodfellow                | Oleksandr Horschkowosow Maksym Dolhow      |
| 2017 Kiew      | Maksym Dolhow Oleksandr Horschkowosow | Nikita Schleicher Alexander Beljowzew      | Noah Williams Matthew Dixon                |
| 2018 Edinburgh | Alexander Bondar Wiktor Minibajew     | Matthew Dixon Noah Williams                | Wladimir Harutjunjan Lew Sargsjan          |
| 2019 Kiew      | Aleksandr Belevtsev Nikita Schleicher | Oleh Serbin Oleksij Sereda                 | Matthew Dixon Noah Williams                |
| 2020 Budapest  | Tom Daley Matty Lee                   | Alexander Bondar Wiktor Minibajew          | Timo Barthel Patrick Hausding              |
| 2022 Rom       | Ben Cutmore Kyle Kothari              | Kirill Boljuch Oleksij Sereda              | Timo Barthel Jaden Eikermann               |
| 2023 Rzeszów   | Oleksij Sereda Kirill Boljuch         | Riccardo Giovannini Eduard Timbretti Gugiu | Noah Williams Ben Cutmore                  |
| 2024 Belgrad   | Anton Knoll Dariush Lotfi             | Francesco Casalini Julian Verzotto         | Ben Cutmore Euan McCabe                    |

### Frauen

#### 1-m-Brett
| EM             | Gold               | Silber               | Bronze                  |
| -------------- | ------------------ | -------------------- | ----------------------- |
| 1989 Bonn      | Irina Laschko      | Brita Baldus         | Marina Babkowa          |
| 1991 Athen     | Brita Baldus       | Irina Laschko        | Conny Schmalfuß         |
| 1993 Sheffield | Simona Koch        | Irina Laschko        | Wera Iljina             |
| 1995 Wien      | Wera Iljina        | Dörte Lindner        | Swetlana Alexejewa      |
| 1997 Sevilla   | Wera Iljina        | Irina Laschko        | Dörte Lindner           |
| 1999 Istanbul  | Wera Iljina        | Irina Laschko        | Conny Schmalfuß         |
| 2000 Helsinki  | Wera Iljina        | Heike Fischer        | Natalja Umyskowa        |
| 2002 Berlin    | Heike Fischer      | Wera Iljina          | Natalja Umyskowa        |
| 2004 Madrid    | Heike Fischer      | Natalja Umyskowa     | Tania Cagnotto          |
| 2006 Budapest  | Anna Lindberg      | Ditte Kotzian        | Maria Marconi           |
| 2008 Eindhoven | Anna Lindberg      | Nóra Barta           | Katja Dieckow           |
| 2009 Turin     | Tania Cagnotto     | Maria Marconi        | Katja Dieckow           |
| 2010 Budapest  | Tania Cagnotto     | Anna Lindberg        | Anastassija Posdnjakowa |
| 2011 Turin     | Tania Cagnotto     | Nadeschda Baschina   | Anna Lindberg           |
| 2012 Eindhoven | Anna Lindberg      | Tania Cagnotto       | Nadeschda Baschina      |
| 2013 Rostock   | Tania Cagnotto     | Nadeschda Baschina   | Marija Poljakowa        |
| 2014 Berlin    | Tania Cagnotto     | Kristina Iljinych    | Tina Punzel             |
| 2015 Rostock   | Tania Cagnotto     | Nadeschda Baschina   | Olena Fedorowa          |
| 2016 London    | Tania Cagnotto     | Elena Bertocchi      | Nadeschda Baschina      |
| 2017 Kiew      | Elena Bertocchi    | Nadeschda Baschina   | Louisa Stawczynski      |
| 2018 Edinburgh | Mariia Poliakova   | Nadeschda Baschina   | Elena Bertocchi         |
| 2019 Kiew      | Witalija Koroljowa | Olena Fedorowa       | Kristina Iljinych       |
| 2020 Budapest  | Elena Bertocchi    | Michelle Heimberg    | Chiara Pellacani        |
| 2022 Rom       | Elena Bertocchi    | Emma Gullstrand      | Chiara Pellacani        |
| 2023 Rzeszów   | Michelle Heimberg  | Emilia Nilsson Garip | Grace Reid              |
| 2024 Belgrad   | Elna Widerström    | Aleksandra Błażowska | Emilia Nilsson Garip    |

#### 3-m-Brett
| EM               | Gold                     | Silber                      | Bronze                 |
| ---------------- | ------------------------ | --------------------------- | ---------------------- |
| 1927 Bologna     | Klara Bornett            | Lini Söhnchen               | Hanni Rehborn          |
| 1931 Paris       | Olga Jordan              | Madi Epply                  | Berta Schlüter         |
| 1934 Magdeburg   | Olga Jordan              | Katinka Larsen              | Anneliese Kapp         |
| 1938 London      | Betty Slade              | Gerda Daumerlang            | Edna Child             |
| 1947 Monte Carlo | Madeleine Moreau         | Alma Staudinger             | Jeannette Aubert-Pinel |
| 1950 Wien        | Madeleine Moreau         | Nicole Pellissard           | Birte Christoffersen   |
| 1954 Turin       | Walentina Tschumitschowa | Birte Christoffersen-Hanson | Lyubov Shigalova       |
| 1958 Budapest    | Ninel Krutowa            | Charmian Welsh              | Walentina Dedowa       |
| 1962 Leipzig     | Ingrid Krämer-Gulbin     | Christiane Lanzke           | Natalja Kusnezowa      |
| 1966 Utrecht     | Wera Baklanowa           | Delia Reinhard              | Tamara Fjodossowa      |
| 1970 Barcelona   | Heidi Becker             | Marina Janicke              | Tamara Safonowa        |
| 1974 Wien        | Ulrika Knape             | Irina Kalinina              | Tamara Safonowa        |
| 1977 Jönköping   | Christa Köhler           | Beate Rothe                 | Irina Kalinina         |
| 1981 Split       | Schanna Zyrulnykowa      | Martina Jäschke             | Irina Kalinina         |
| 1983 Rom         | Brita Baldus             | Tatyana Alyabeva            | Daphne Jongejans       |
| 1985 Sofia       | Schanna Zyrulnykowa      | Irina Sidorova              | Brita Baldus           |
| 1987 Straßburg   | Daphne Jongejans         | Marina Babkowa              | Brita Baldus           |
| 1989 Bonn        | Marina Babkowa           | Brita Baldus                | Swjatlana Aljaksejeuna |
| 1991 Athen       | Irina Laschko            | Wera Iljina                 | Brita Baldus           |
| 1993 Sheffield   | Brita Baldus             | Wera Iljina                 | Simona Koch            |
| 1995 Wien        | Wera Iljina              | Julija Pachalina            | Claudia Bockner        |
| 1997 Sevilla     | Julija Pachalina         | Wera Iljina                 | Anna Lindberg          |
| 1999 Istanbul    | Wera Iljina              | Irina Laschko               | Conny Schmalfuß        |
| 2000 Helsinki    | Julija Pachalina         | Dörte Lindner               | Anna Lindberg          |
| 2002 Berlin      | Julija Pachalina         | Ditte Kotzian               | Conny Schmalfuß        |
| 2004 Madrid      | Julija Pachalina         | Wera Iljina                 | Olena Fedorowa         |
| 2006 Budapest    | Anna Lindberg            | Ditte Kotzian               | Nóra Barta             |
| 2008 Eindhoven   | Julija Pachalina         | Katja Dieckow               | Olena Fedorowa         |
| 2009 Turin       | Tania Cagnotto           | Olena Fedorowa              | Katja Dieckow          |
| 2010 Budapest    | Nadeschda Baschina       | Anastassija Posdnjakowa     | Nóra Barta             |
| 2011 Turin       | Anna Lindberg            | Nadeschda Baschina          | Tania Cagnotto         |
| 2012 Eindhoven   | Anna Lindberg            | Uschi Freitag               | Olena Fedorowa         |
| 2013 Rostock     | Tina Punzel              | Tania Cagnotto              | Nadeschda Baschina     |
| 2014 Berlin      | Nadeschda Baschina       | Tania Cagnotto              | Nora Subschinski       |
| 2015 Rostock     | Tania Cagnotto           | Kristina Iljinych           | Tina Punzel            |
| 2016 London      | Tania Cagnotto           | Uschi Freitag               | Grace Reid             |
| 2017 Kiew        | Hanna Pysmenska          | Michelle Heimberg           | Anastassija Nedobiha   |
| 2018 Edinburgh   | Grace Reid               | Alicia Blagg                | Tina Punzel            |
| 2019 Kiew        | Inge Jansen              | Kristina Iljinych           | Tina Punzel            |
| 2020 Budapest    | Tina Punzel              | Chiara Pellacani            | Emma Gullstrand        |
| 2022 Rom         | Chiara Pellacani         | Michelle Heimberg           | Yasmin Harper          |
| 2023 Rzeszów     | Chiara Pellacani         | Emilia Nilsson Garip        | Michelle Heimberg      |
| 2024 Belgrad     | Desharne Bent-Ashmeil    | Helle Tuxen                 | Clare Cryan            |

#### 10-m-Turm
| EM               | Gold                      | Silber                       | Bronze                      |
| ---------------- | ------------------------- | ---------------------------- | --------------------------- |
| 1927 Bologna     | Isabelle White            | Irène Savalon                | Eva Olliwier                |
| 1931 Paris       | Madi Epply                | Ingeborg Sjöqvist            | Renée Cretet-Flavier        |
| 1934 Magdeburg   | Hertha Schieche           | Ingeborg Sjöqvist            | Inger Kragh                 |
| 1938 London      | Inge Beeken               | Ann-Margret Nirling          | Suse Heinze                 |
| 1947 Monte Carlo | Nicole Pellissard         | Eileen Szagot                | Alma Staudinger             |
| 1950 Wien        | Nicole Pellissard         | Alma Staudinger              | Birte Christoffersen        |
| 1954 Turin       | Tatyana Karakashyants     | Birte Christoffersen-Hanson  | Eva Pfarrhofer              |
| 1958 Budapest    | Aldona Karezkaitė         | Raissa Gorochowskaja         | Birte Christoffersen-Hanson |
| 1962 Leipzig     | Ingrid Krämer-Gulbin      | Ninel Krutowa                | Gabriele Schöpe             |
| 1966 Utrecht     | Natalja Kusnezowa         | Ingeborg Pertmayr            | Gabriele Krauß              |
| 1970 Barcelona   | Milena Duchková           | Marina Janicke               | Sylvia Fiedler              |
| 1974 Wien        | Ulrika Knape              | Irina Kalinina               | Jelena Waizechowskaja       |
| 1977 Jönköping   | Margit Schöpke            | Jelena Waizechowskaja        | Irina Kalinina              |
| 1981 Split       | Katarina Zipperling       | Tatyana Belyakova            | Martina Jäschke             |
| 1983 Rom         | Alla Lobankina            | Anschela Stassjulewitsch     | Ramona Wenzel               |
| 1985 Sofia       | Anschela Stassjulewitsch  | Ramona Paetow-Wenzel         | Alla Lobankina              |
| 1987 Straßburg   | Jelena Miroschina         | Anschela Stassjulewitsch     | Silke Abicht                |
| 1989 Bonn        | Ute Wetzig                | Ynha Afonyna                 | Jana Eichler                |
| 1991 Athen       | Jelena Miroschina         | Ynha Afonyna                 | Ute Wetzig                  |
| 1993 Sheffield   | Swetlana Chochlowa        | Ute Wetzig                   | Olena Schupina              |
| 1995 Wien        | Ute Wetzig                | Conny Schmalfuß              | Swetlana Timoschinina       |
| 1997 Sevilla     | Olga Kristoforowa         | Annika Walter                | Switlana Serbina            |
| 1999 Istanbul    | Olena Schupina            | Dolores Sáez de Ibarra       | Swetlana Timoschinina       |
| 2000 Helsinki    | Swetlana Timoschinina     | Ute Wetzig                   | Olena Schupina              |
| 2002 Berlin      | Anke Piper                | Tania Cagnotto               | Olha Leonowa                |
| 2004 Madrid      | Tania Cagnotto            | Olena Schupina               | Valentina Marocchi          |
| 2006 Budapest    | Julija Prokoptschuk       | Anja Richter                 | Christin Steuer             |
| 2008 Eindhoven   | Tania Cagnotto            | Julija Prokoptschuk          | Elina Eggers                |
| 2009 Turin       | Julija Koltunowa          | Nora Subschinski             | Brooke Graddon              |
| 2010 Budapest    | Christin Steuer           | Noemi Bátki                  | Julija Koltunowa            |
| 2011 Turin       | Noemi Bátki               | Julija Koltunowa             | Maria Kurjo                 |
| 2012 Eindhoven   | Julija Prokoptschuk       | Noemi Bátki                  | Maria Kurjo                 |
| 2013 Rostock     | Julija Prokoptschuk       | Julija Koltunowa             | Maria Kurjo                 |
| 2014 Berlin      | Sarah Barrow              | Noemi Bátki                  | Julija Prokoptschuk         |
| 2015 Rostock     | Julija Prokoptschuk       | Laura Marino                 | Noemi Bátki                 |
| 2016 London      | Julija Prokoptschuk       | Tonia Couch                  | Georgia Ward                |
| 2017 Kiew        | Lois Toulson              | Anna Chuinyshena             | Julija Timoschinina         |
| 2018 Edinburgh   | Celine van Duijn          | Noemi Bátki                  | Maria Kurjo                 |
| 2019 Kiew        | Sofija Lyskun             | Celine van Duijn             | Julija Timoschinina         |
| 2020 Budapest    | Anna Konanychina          | Julija Timoschinina          | Andrea Spendolini-Sirieix   |
| 2022 Rom         | Andrea Spendolini-Sirieix | Sofija Lyskun                | Christina Wassen            |
| 2023 Rzeszów     | Eden Cheng                | Christina Wassen             | Sarah Jodoin Di Maria       |
| 2024 Belgrad     | Ana Carvajal              | Emily Hallifax Sofija Lyskun | -                           |

#### Synchron 3-m-Brett
| EM             | Gold                                     | Silber                                | Bronze                                     |
| -------------- | ---------------------------------------- | ------------------------------------- | ------------------------------------------ |
| 1997 Sevilla   | Claudia Bockner Conny Schmalfuß          | Irina Laschko Julija Pachalina        | Julia Cruz Dolores Sáez de Ibarra          |
| 1999 Istanbul  | Hanna Sorokina Olena Schupina            | Simona Koch Conny Schmalfuß           | Odile Arboles-Souchon Julie Danaux         |
| 2000 Helsinki  | Wera Iljina Julija Pachalina             | Dörte Lindner Conny Schmalfuß         | Hanna Sorokina Olena Schupina              |
| 2002 Berlin    | Conny Schmalfuß Ditte Kotzian            | Wera Iljina Julija Pachalina          | Tania Cagnotto Maria Marconi               |
| 2004 Madrid    | Wera Iljina Julija Pachalina             | Conny Schmalfuß Ditte Kotzian         | Olena Fedorowa Kristina Ischtschenko       |
| 2006 Budapest  | Natalja Umyskowa Nadeschda Baschina      | Heike Fischer Ditte Kotzian           | Olena Fedorowa Kristina Ischtschenko       |
| 2008 Eindhoven | Julija Pachalina Anastassija Posdnjakowa | Heike Fischer Ditte Kotzian           | Olena Fedorowa Alevtina Korolyova          |
| 2009 Turin     | Tania Cagnotto Francesca Dallapé         | Katja Dieckow Nora Subschinski        | Alevtina Korolyova Olena Fedorowa          |
| 2010 Budapest  | Tania Cagnotto Francesca Dallapé         | Olena Fedorowa Hanna Pysmenska        | Anastassija Posdnjakowa Swetlana Filippowa |
| 2011 Turin     | Tania Cagnotto Francesca Dallapé         | Nadeschda Baschina Swetlana Filippowa | Uschi Freitag Katja Dieckow                |
| 2012 Eindhoven | Tania Cagnotto Francesca Dallapé         | Olena Fedorowa Hanna Pysmenska        | Uschi Freitag Katja Dieckow                |
| 2013 Rostock   | Tania Cagnotto Francesca Dallapé         | Olena Fedorowa Hanna Pysmenska        | Alicia Blagg Rebecca Gallantree            |
| 2014 Berlin    | Tania Cagnotto Francesca Dallapé         | Nora Subschinski Tina Punzel          | Olena Fedorowa Hanna Pysmenska             |
| 2015 Rostock   | Tania Cagnotto Francesca Dallapé         | Tina Punzel Nora Subschinski          | Nadeschda Baschina Kristina Iljinych       |
| 2017 Kiew      | Nadeschda Baschina Kristina Iljinych     | Tina Punzel Friederike Freyer         | Inge Jansen Daphne Wils                    |
| 2018 Edinburgh | Elena Bertocchi Chiara Pellacani         | Lena Hentschel Tina Punzel            | Nadeschda Baschina Kristina Iljinych       |
| 2019 Kiew      | Witalija Koroljowa Uljana Kljujewa       | Lena Hentschel Tina Punzel            | Wiktorija Kessar Hanna Pysmenska           |
| 2020 Budapest  | Lena Hentschel Tina Punzel               | Elena Bertocchi Chiara Pellacani      | Uljana Kljujewa Witalija Koroljowa         |
| 2022 Rom       | Lena Hentschel Tina Punzel               | Elena Bertocchi Chiara Pellacani      | Emilia Nilsson Garip Elna Widerström       |
| 2023 Rzeszów   | Desharne Bent-Ashmeil Amy Rollinson      | Lena Hentschel Jana Lisa Rother       | Elena Bertocchi Chiara Pellacani           |
| 2024 Belgrad   | Desharne Bent-Ashmeil Amy Rollinson      | Nina Janmyr Elna Widerström           | Naïs Gillet Juliette Landi                 |

#### Synchron 10-m-Turm
| EM             | Gold                                         | Silber                                   | Bronze                                       |
| -------------- | -------------------------------------------- | ---------------------------------------- | -------------------------------------------- |
| 1997 Sevilla   | Ute Wetzig Anke Piper                        | Julie Danaux Odile Arboles-Souchon       | Marion Reiff Anja Richter                    |
| 1999 Istanbul  | Jewgenija Olschewskaja Swetlana Timoschinina | Anke Piper Ute Wetzig                    | Odile Arboles-Souchon Julie Danaux           |
| 2000 Helsinki  | Ute Wetzig Anke Piper                        | Olha Leonowa Olena Schupina              | Jewgenija Olschewskaja Swetlana Timoschinina |
| 2002 Berlin    | Annett Gamm Ditte Kotzian                    | Olha Leonowa Olena Schupina              | Jewgenija Olschewskaja Swetlana Timoschinina |
| 2004 Madrid    | Annett Gamm Nora Subschinski                 | Dolores Sáez de Ibarra Leire Santos      | Brenda Spaziani Valentina Marocchi           |
| 2006 Budapest  | Annett Gamm Nora Subschinski                 | Natalja Gontscharowa Julija Koltunowa    | Julija Prokoptschuk Kateryna Schuk           |
| 2008 Eindhoven | Annett Gamm Nora Subschinski                 | Alina Tschaplenko Julija Prokoptschuk    | Noemi Bátki Tania Cagnotto                   |
| 2009 Turin     | Julija Koltunowa Natalja Gontscharowa        | Josephine Möller Nora Subschinski        | Helen Galashan Carol Galashan                |
| 2010 Budapest  | Christin Steuer Nora Subschinski             | Alina Tschaplenko Julija Prokoptschuk    | Monique Gladding Megan Sylvester             |
| 2011 Turin     | Julija Koltunowa Darja Gowor                 | Christin Steuer Nora Subschinski         | Alina Tschaplenko Julija Prokoptschuk        |
| 2012 Eindhoven | Tonia Couch Sarah Barrow                     | Wiktorija Potechina Julija Prokoptschuk  | Christin Steuer Nora Subschinski             |
| 2013 Rostock   | Julija Koltunowa Natalja Gontscharowa        | Tonia Couch Sarah Barrow                 | Maria Kurjo Julia Stolle                     |
| 2014 Berlin    | Julija Timoschinina Jekaterina Petuchowa     | Maria Kurjo My Phan                      | Zsófia Reisinger Villő Kormos                |
| 2015 Rostock   | Julija Timoschinina Jekaterina Petuchowa     | Georgia Ward Robyn Birch                 | Villő Kormos Zsófia Reisinger                |
| 2016 London    | Maria Kurjo My Phan                          | Hanna Krasnoschlyk Wlada Tatzenko        | Villő Kormos Zsófia Reisinger                |
| 2017 Kiew      | Ruby Bower Phoebe Banks                      | Julija Timoschinina Valeriia Belova      | Walerija Ljulko Sofija Lyskun                |
| 2018 Edinburgh | Eden Cheng Lois Toulson                      | Jekaterina Beljajewa Julija Timoschinina | Maria Kurjo Elena Wassen                     |
| 2019 Kiew      | Noemi Bátki Chiara Pellacani                 | Phoebe Banks Emily Martin                | Jekaterina Beljajewa Julija Timoschinina     |
| 2020 Budapest  | Jekaterina Beljajewa Julija Timoschinina     | Eden Cheng Lois Toulson                  | Ksenija Bajlo Sofija Lyskun                  |
| 2022 Rom       | Andrea Spendolini-Sirieix Lois Toulson       | Ksenija Bajlo Sofija Lyskun              | Christina Wassen Elena Wassen                |
| 2023 Rzeszów   | Christina Wassen Elena Wassen                | Ksenija Bajlo Sofija Esman               | Valeria Antolino Ana Carvajal                |
| 2024 Belgrad   | Ksenija Bajlo Sofija Lyskun                  | Valeria Antolino Ana Carvajal            | Jade Gillet Emily Hallifax                   |

### Gemischt

#### Team
| EM             | Gold                                                                                 | Silber                                                                            | Bronze                                                              |
| -------------- | ------------------------------------------------------------------------------------ | --------------------------------------------------------------------------------- | ------------------------------------------------------------------- |
| 2010 Budapest  | Christin Steuer Sascha Klein                                                         | Julija Koltunowa Ilja Sacharow                                                    | Claire Febvay Matthieu Rosset                                       |
| 2011 Turin     | Julija Koltunowa Ilja Sacharow                                                       | Audrey Labeau Matthieu Rosset                                                     | Olena Fedorowa Oleksandr Horschkowosow                              |
| 2012 Eindhoven | Audrey Labeau Matthieu Rosset                                                        | Olena Fedorowa Olexandr Bondar                                                    | Nadeschda Baschina Artjom Tschessakow                               |
| 2013 Rostock   | Julija Prokoptschuk Olexandr Bondar                                                  | Tina Punzel Sascha Klein                                                          | Julija Koltunowa Jewgeni Kusnezow                                   |
| 2014 Berlin    | Nadeschda Baschina Wiktor Minibajew                                                  | Julija Prokoptschuk Olexandr Bondar                                               | Tina Punzel Sascha Klein                                            |
| 2015 Rostock   | Nadeschda Baschina Wiktor Minibajew                                                  | Maria Kurjo Patrick Hausding                                                      | Julija Prokoptschuk Illja Kwascha                                   |
| 2017 Kiew      | Laura Marino Matthieu Rosset                                                         | Oleksandr Horschkowosow Wiktorija Kessar                                          | Nadeschda Baschina Wiktor Minibajew                                 |
| 2018 Edinburgh | Oleh Kolodij Sofija Lyskun                                                           | Lou Massenberg Maria Kurjo                                                        | Julija Timoschinina Jewgeni Kusnezow                                |
| 2019 Kiew      | Patrick Hausding Christina Wassen Tina Punzel Lou Massenberg                         | Jekaterina Beljajewa Witalija Koroljowa Wiktor Minibajew Ilja Moltschanoww        | Eden Cheng Anthony Harding Noah Williams Katherine Torrance         |
| 2020 Budapest  | Kristina Iljinych Jewgeni Kusnezow Jekaterina Beljajewa Wiktor Minibajew             | Chiara Pellacani Andreas Sargent Larsen Sarah Jodoin Di Maria Riccardo Giovannini | Tina Punzel Patrick Hausding Christina Wassen Lou Massenberg        |
| 2022 Rom       | Eduard Timbretti Gugiu Sarah Jodoin Di Maria Andreas Sargent Larsen Chiara Pellacani | Ksenija Bajlo Kirill Boljuch Wiktorija Kessar Danylo Konowalow                    | James Heatly Noah Williams Andrea Spendolini-Sirieix Grace Reid     |
| 2023 Rzeszów   | Ksenija Bajlo Danylo Konowalow Hanna Pysmenska Oleksij Sereda                        | Sarah Jodoin Di Maria Lorenzo Marsaglia Chiara Pellacani Eduard Timbretti Gugiu   | Valeria Antolino Alberto Arévalo Rocío Velázquez Carlos Camacho     |
| 2024 Belgrad   | Valeria Antolino Carlos Camacho Juan Cortés                                          | Danylo Awanessow Stanislaw Olifertschyk Karina Hlischina Hanna Pysmenska          | Carolina Coordes Jana Lisa Rother Lou Massenberg Luis Avila Sanchez |

#### Synchron 3-m-Brett
| EM             | Gold                                    | Silber                                  | Bronze                                  |
| -------------- | --------------------------------------- | --------------------------------------- | --------------------------------------- |
| 2017 Kiew      | Elena Bertocchi Maicol Verzotto         | Wiktorija Kessar Stanislaw Olifertschyk | Tina Punzel Lou Massenberg              |
| 2018 Edinburgh | Tina Punzel Lou Massenberg              | Ross Haslam Grace Reid                  | Wiktorija Kessar Stanislaw Olifertschyk |
| 2019 Kiew      | Stanislaw Olifertschyk Wiktorija Kessar | Lou Massenberg Tina Punzel              | Jonathan Suckow Michelle Heimberg       |
| 2020 Budapest  | Chiara Pellacani Matteo Santoro         | Tina Punzel Lou Massenberg              | Witalija Koroljowa Ilja Moltschanoww    |
| 2022 Rom       | Lou Massenberg Tina Punzel              | James Heatly Grace Reid                 | Chiara Pellacani Matteo Santoro         |
| 2023 Rzeszów   | Chiara Pellacani Matteo Santoro         | Grace Reid James Heatly                 | Emilia Nilsson Garip Elias Petersen     |
| 2024 Belgrad   | Ben Cutmore Desharne Bent-Ashmeil       | Elias Petersen Emilia Nilsson Garip     | Lou Massenberg Jana Lisa Rother         |

#### Synchron 10-m-Turm
| EM             | Gold                                  | Silber                                  | Bronze                                       |
| -------------- | ------------------------------------- | --------------------------------------- | -------------------------------------------- |
| 2017 Kiew      | Lois Toulson Matty Lee                | Julija Timoschinina Wiktor Minibajew    | Noemi Bátki Maicol Verzotto                  |
| 2018 Edinburgh | Nikita Schleicher Julija Timoschinina | Matty Lee Lois Toulson                  | Florian Fandler Christina Wassen             |
| 2019 Kiew      | Wiktor Minibajew Jekaterina Beljajewa | Noah Williams Eden Cheng                | Florian Fandler Christina Wassen             |
| 2020 Budapest  | Ksenija Bajlo Oleksij Sereda          | Andrea Spendolini-Sirieix Noah Williams | Jekaterina Beljajewa Wiktor Minibajew        |
| 2022 Rom       | Kyle Kothari Lois Toulson             | Sofija Lyskun Oleksij Sereda            | Sarah Jodoin Di Maria Eduard Timbretti Gugiu |
| 2023 Rzeszów   | Ksenija Bajlo Kirill Boljuch          | Elena Wassen Alexander Lube             | Sarah Jodoin Di Maria Eduard Timbretti Gugiu |
| 2024 Belgrad   | Carlos Camacho Valeria Antolino       | Tom Waldsteiner Carolina Coordes        | Marko Barsukow Ksenija Bajlo                 |

## Medaillengewinner
Die folgenden Tabellen zeigen die jeweils zehn erfolgreichsten Athleten und Athletinnen bei Europameisterschaften.
- Platzierung: Gibt die Reihenfolge der Athleten wieder. Diese wird durch die Anzahl der Goldmedaillen bestimmt. Bei gleicher Anzahl werden die Silbermedaillen verglichen und anschließend die errungenen Bronzemedaillen.
- Name: Nennt den Namen des Athleten.
- Land: Nennt das Land, für das der Athlet startete.
- Von: Das Jahr, in dem der Athlet die erste Medaille gewonnen hat.
- Bis: Das Jahr, in dem der Athlet die letzte Medaille gewonnen hat.
- Gold: Nennt die Anzahl der gewonnenen Goldmedaillen.
- Silber: Nennt die Anzahl der gewonnenen Silbermedaillen.
- Bronze: Nennt die Anzahl der gewonnenen Bronzemedaillen.
- Gesamt: Nennt die Anzahl aller gewonnenen Medaillen.

### Männer
| Platz | Name             | Land                  | Von  | Bis  | Gold | Silber | Bronze | Gesamt |
| ----- | ---------------- | --------------------- | ---- | ---- | ---- | ------ | ------ | ------ |
| 1.    | Patrick Hausding | Deutschland           | 2008 | 2015 | 12   | 11     | 3      | 26     |
| 2.    | Dmitri Sautin    | Sowjetunion; Russland | 1991 | 2010 | 12   | 4      | 2      | 18     |
| 3.    | Sascha Klein     | Deutschland           | 2006 | 2015 | 11   | 3      | 2      | 16     |
| 4.    | Ilja Sacharow    | Russland              | 2009 | 2015 | 7    | 7      | 3      | 14     |
| 5.    | Illja Kwascha    | Ukraine               | 2008 | 2015 | 7    | 4      | 4      | 15     |
| 6.    | Jewgeni Kusnezow | Russland              | 2010 | 2015 | 6    | 4      | 3      | 13     |
| 7.    | Andreas Wels     | Deutschland           | 1997 | 2008 | 4    | 5      |        | 9      |
| 8.    | Jan Hempel       | DDR; Deutschland      | 1987 | 1999 | 4    | 4      | 2      | 10     |
| 9.    | Matthieu Rosset  | Frankreich            | 2010 | 2015 | 4    | 1      | 5      | 10     |
| 10.   | Wiktor Minibajew | Russland              | 2010 | 2015 | 3    | 6      | 2      | 11     |

### Frauen
| Platz | Name                | Land                  | Von  | Bis  | Gold | Silber | Bronze | Gesamt |
| ----- | ------------------- | --------------------- | ---- | ---- | ---- | ------ | ------ | ------ |
| 1.    | Tania Cagnotto      | Italien               | 2002 | 2015 | 17   | 4      | 4      | 25     |
| 2.    | Wera Iljina         | Sowjetunion; Russland | 1991 | 2004 | 8    | 6      | 1      | 15     |
| 3.    | Julija Pachalina    | Russland              | 1995 | 2008 | 8    | 3      |        | 11     |
| 4.    | Francesca Dallapé   | Italien               | 2009 | 2015 | 7    |        |        | 7      |
| 5.    | Anna Lindberg       | Schweden              | 1997 | 2012 | 6    | 1      | 3      | 10     |
| 6     | Julija Prokoptschuk | Ukraine               | 2006 | 2015 | 5    | 5      | 4      | 14     |
| 7.    | Julija Koltunowa    | Russland              | 2006 | 2013 | 5    | 4      | 2      | 11     |
| 8.    | Nora Subschinski    | Deutschland           | 2004 | 2015 | 4    | 6      | 2      | 12     |
| 9.    | Nadeschda Baschina  | Russland              | 2006 | 2015 | 4    | 5      | 4      | 13     |
| 10.   | Ute Wetzig          | DDR; Deutschland      | 1989 | 2000 | 4    | 3      | 1      | 8      |

## Nationenwertung
| Platz | Land                                      | Gold | Silber | Bronze | Gesamt |
| ----- | ----------------------------------------- | ---- | ------ | ------ | ------ |
| 1.    | Russland (mit Sowjetunion)                | 82   | 76     | 55     | 213    |
| 2.    | Deutschland (mit Deutsches Reich und DDR) | 74   | 81     | 59     | 214    |
| 3.    | Italien                                   | 25   | 14     | 25     | 64     |
| 4.    | Ukraine                                   | 18   | 20     | 36     | 74     |
| 5.    | Vereinigtes Königreich                    | 9    | 7      | 14     | 30     |
| 7.    | Frankreich                                | 9    | 7      | 11     | 27     |
| 6.    | Schweden                                  | 8    | 14     | 7      | 29     |
| 8.    | Österreich                                | 4    | 6      | 4      | 14     |
| 9.    | Niederlande                               | 3    |        | 2      | 5      |
| 10.   | Finnland                                  | 2    | 2      | 4      | 8      |
| 10.   | Dänemark                                  | 2    |        | 4      | 6      |
| 12.   | Ungarn                                    | 1    | 5      | 7      | 13     |
| 13.   | Spanien                                   | 1    | 4      | 4      | 9      |
| 14.   | Tschechien (mit Tschechoslowakei)         | 1    | 1      | 1      | 3      |
| 15.   | Bulgarien                                 | 1    | 1      |        | 2      |
| 16.   | Belarus                                   |      | 2      | 6      | 8      |
| 17.   | Polen                                     |      |        | 1      | 1      |